# Solesmes (Sarthe)
 Solesmes  es una población y comuna francesa, situada en la región de Países del Loira, departamento de Sarthe, en el distrito de La Flèche y cantón de Sablé-sur-Sarthe. En su municipio se encuentra la famosa Abadía de Solesmes.

## Demografía
| 546                       | 455 | 455 | 482 | 487 | 487 | 708 | 818 | 764 | 708 | 785 | 795 | 832 | 936 | 863 | 849 | 840 | 814 | 780 | 619 | 601 | 618 | 724 | 657 | 709 | 749 | 781 | 818 | 817 | 1 003 | 1 224 | 1 277 | 1 384 | 1 349 |
| (Fuente: INSEE y Cassini) |     |     |     |     |     |     |     |     |     |     |     |     |     |     |     |     |     |     |     |     |     |     |     |     |     |     |     |     |       |       |       |       |       |